# I vampiri di Praga
I vampiri di Praga (Mark of the Vampire) è un film statunitense del 1935 diretto da Tod Browning e interpretato da Lionel Barrymore, Lionel Atwill e Bela Lugosi.
La pellicola è il rifacimento sonoro di un precedente film muto di Tod Browning, Il fantasma del castello.

## Trama
Sir Karell Borotyn muore inspiegabilmente nella sua residenza alla periferia di Praga. Nonostante lo scetticismo dell'ispettore di polizia Neumann, il dottor Doskil e il barone Otto ritengono che l'uomo sia stato ucciso da un vampiro, il conte Mora, e prova ne sarebbe la presenza di due piccole ferite circolari sul collo della vittima. Inoltre, la popolazione del luogo vive nel terrore di un sinistro castello, presunta dimora del conte e della figlia Luna, vampira a sua volta. Le due malefiche creature intendono uccidere anche la figlia di Sir Karell Borotyn, Irena, ma il loro piano diabolico viene contrastato da un esperto dell'occulto, il professor Zelen, il cui intervento porterà a una soluzione inattesa del mistero.

## Produzione
Il film fu prodotto dalla Metro-Goldwyn-Mayer.
Su I vampiri di Praga la produzione intervenne tagliando diverse scene. In una di questa scene tagliate il coroner del villaggio raccontava che il conte Mora si era sparato un colpo di pistola alla testa dopo aver strangolato la figlia, e concludeva dicendo che il movente dei due delitti era un qualcosa di ancora più raccapricciante dei delitti stessi. In sede di stesura del copione gli autori pensarono a un rapporto incestuoso tra il conte Mora e Luna, un obbrobrio che veniva punito infliggendo loro il ritorno sulla terra come non-morti. All'epoca questa parte della sceneggiatura fu ritenuta troppo forte per il pubblico e di essa rimase soltanto la ferita di arma da fuoco sulla tempia destra del conte.

## Distribuzione
Distribuito dalla Metro-Goldwyn-Mayer, il film fu presentato in prima il giorno 26 aprile 1935.